# Suka K. Frederiksen
Suka Birgithe Kristiansen Frederiksen (født 18. juli 1965 i Narsaq, død 21. juli 2020 sammesteds) var en grønlandsk politiler. Hun var medlem af Grønlands parlament for Siumut fra 2014 til 2018 og minister i Regeringen Kim Kielsen III fra 2016 til 2018.

## Familie
Suka K. Frederiksen var datter af den enlige mor Marianne Kristiansen. Hun var gift med Sofus Frederiksen og fik fire børn med ham. Hendes ældste datter Katti Frederiksen (født 1982) er forfatter, tidligere sekretariatschef for Grønlands Sprogsekretariat (de) og politiker.

## Uddannelse og erhverv
Suka blev uddannet som handels- og kontorassistent fra 1986 til 1989. Fra 1987 til 1992 arbejdede hun på et fåreholderkontor og derefter i to år på slagteriet Neqi. Fra 1994 til 2004 var hun ansat i Narsaq Kommune som fuldmægtig i afdelingen for kultur og undervisning. Fra 2007 til 2010 videreuddannede hun sig til merkonom i ledelse. Fra 2007 til 2013 var hun forvaltningschef i Kujalleq Kommune og derefter arbejdsmarkedschef indtil 2015.

## Politisk karriere
Suka K. Frederiksen begyndte sin politiske karriere i 2005, da hun blev valgt ind i kommunalbestyrelsen for Siumut i Narsaq Kommune ved kommunalvalget. Hun stillede ikke op igen ved kommunalvalget i 2008. Hun stillede først op igen ved parlamentsvalget i 2014 og blev valgt til Grønlands parlament, Inatsisartut. I første optælling havde hun én stemme mindre end Jess Svane og blev ikke valgt, men valgbestyrelsen underkendte efter en klage, at 13 stemmer afgivet i Narsag var blevet bedømt som ugyldige, og med ændringen havde Frederiksen og Svane lige gange stemmer, hvorefter Frederiksen vandt en lodtrækning hvem af de to som skulle have Siumuts sidste plads i parlamentet. I oktober 2016 blev hun minister for selvstændighed, natur, miljø og landbrug i Regeringen Kielsen III. I april 2017 blev efter en regeringsrokade minister for selvstændighed, landbrug og udenrigsanliggender. Hun fik konstateret kræft i tungen og sygemeldt i slutningen af august 2017. Under hendes fravær vikarierede fiskeri- og fangstminister Karl-Kristian Kruse. Hun genoptog sit ministerarbejde den 27. november 2017, men stillede ikke op igen ved parlamentsvalget i 2018.
Suka K. Frederiksen var Grønlands første minister for selvstændighed og også den første der nedsatte en forfatningskommission.

## Død
Suka K. Frederiksen døde i sin hjemby tre dage efter sin 55-års fødselsdag i 2020.